# Weston Carr
Weston Evan Mozée Carr (Santa Monica, 14 agosto 1997) è un giocatore di football americano statunitense che gioca come wide receiver per i Vienna Vikings.
Suo fratello Austin gioca in NFL.